# Montgomery (snagboat)
Pour les articles homonymes, voir Montgomery.
Le Montgomery est un bateau à roues à aubes à vapeur de type snagboat construit en 1925 par la Charleston Dry Dock and Machine Company de Charleston en Caroline du Sud], et exploité par le Corps du génie de l'armée des États-Unis. Il servait au dégagement des obstacles sur les rivières Coosa, Alabama, Apalachicola, Chattahoochee, Flint, Black Warrior et Tombigbee jusqu'à sa retraite du Corps du génie le 8 novembre 1982

## Historique
Montgomery est construit à partir de plaques d'acier montées dans un cadre en acier. Sa coque mesure 156 pieds (48 m) de long, qui s'étend jusqu'à 178 pieds (54 m) avec l'ajout de la roue arrière. Il mesure 34 pieds 3 pouces (10,44 m) de large et a une profondeur de cale de 6 pieds (1,8 m). Il a un arc en forme de chaland et un fond plat sans quille. Il est conçu pour contenir des machines n'importe où sur toute la longueur de la coque et pour résister aux contraintes de tirage des obstacles. Le châssis est conçu pour supporter différents types d'équipements, y compris les dragues à godets ainsi que la flèche à chicots. La bôme est manœuvrée par des treuils à vapeur, et il y a des cabestans à vapeur pour aider à stabiliser le bateau tout en s'accrochant. La timonerie est située sur un pont au-dessus des chaudières.

### Préservation
Le snagboat a été restauré en 1984 et à nouveau en 2004. Il est l'un des deux seuls survivants de l'Army Corps of Engineers, avec le W.T. Preston. Il a été déclaré monument historique au Registre national des lieux historiques en 1989 sous le n° 83003521.
Montgomery fonctionne maintenant comme un navire musée au Tom Bevill Lock and Dam (en) à Pickensville en Alabama